# Список птахів Вануату
Це перелік видів птахів, зафіксованих на території Вануату. Авіфауна Вануату налічує загалом 136 видів, з яких 9 є ендемічними, 8 були інтродуковані людьми. 30 видів вважаються рідкісними або зникаючими. 12 видів перебувають під загрозою зникнення.

## Позначки
Наступні теги використані для виділення деяких категорій птахів.
- (А) Випадковий — вид, який рідко або випадково трапляється у Вануату
- (Е) Ендемічий — вид, який є ендеміком Вануату
- (I) Інтродукований — вид, завезений до Вануату як наслідок, прямих чи непрямих людських дій

## Пірникозоподібні(Podicipediformes)
Родина: Пірникозові (Podicipedidae)
- Пірникоза австралійська, Tachybaptus novaehollandiae

## Буревісникоподібні(Procellariiformes)
Родина: Буревісникові (Procellariidae)
- Буревісник гігантський, Macronectes giganteus (A)
- Пінтадо, Daption capense
- Тайфунник таїтійський, Pseudobulweria rostrata
- Тайфунник соломонський, Pseudobulweria becki
- Тайфунник Соландра, Pterodroma solandri (A)
- Тайфунник кермадецький, Pterodroma neglecta (A)
- Тайфунник-провісник, Pterodroma heraldica (A)
- Тайфунник макаулійський, Pterodroma cervicalis
- Тайфунник білолобий, Pterodroma leucoptera
- Тайфунник австралійський, Pterodroma nigripennis (A)
- Тайфунник вануатський, Pterodroma occulta
- Пріон антарктичний, Pachyptila desolata (A)
- Бульверія тонкодзьоба, Bulweria bulwerii (A)
- Буревісник сірий, Procellaria cinerea
- Буревісник клинохвостий, Ardenna pacificus
- Буревісник тонкодзьобий, Ardenna tenuirostris
- Буревісник австралійський, Puffinus gavia
- Буревісник реюньйонський, Puffinus bailloni

Родина: Качуркові (Hydrobatidae)
- Океанник Вільсона, Oceanites oceanicus (A)
- Фрегета чорночерева, Fregetta tropica (A)
- Фрегета білочерева, Fregetta grallaria (A)
- Океанник білогорлий, Nesofregetta fuliginosa

## Фаетоноподібні(Phaethontiformes)
Родина: Фаетонові (Phaethontidae)
- Фаетон червонохвостий, Phaethon rubricauda
- Фаетон білохвостий, Phaethon lepturus

## Сулоподібні(Suliformes)
Родина: Сулові (Sulidae)
- Сула жовтодзьоба, Sula dactylatra (A)
- Сула червононога, Sula sula
- Сула білочерева, Sula leucogaster

Родина: Бакланові (Phalacrocoracidae)
- Баклан індонезійський, Phalacrocorax sulcirostris
- Баклан строкатий, Microcarbo melanoleucos

Родина: Фрегатові (Fregatidae)
- Фрегат тихоокеанський, Fregata minor (A)
- Фрегат-арієль, Fregata ariel

## Пеліканоподібні(Pelecaniformes)
Родина: Пеліканові (Pelecanidae)
- Пелікан австралійський, Pelecanus conspicillatus (A)

Родина: Чаплеві (Ardeidae)
- Чепура велика, Ardea alba (A)
- Чепура австралійська, Egretta novaehollandiae (A)
- Чепура мала, Egretta garzetta (A)
- Чепура тихоокеанська, Egretta sacra
- Чапля мангрова, Butorides striata
- Квак каледонський, Nycticorax caledonicus (A)

## Гусеподібні(Anseriformes)
Родина: Качкові (Anatidae)
- Чирянка світлогорла, Anas gracilis
- Крижень звичайний, Anas platyrhynchos (I)
- Крижень австралійський, Anas superciliosa
- Чернь австралійська, Aythya australis

## Яструбоподібні(Accipitriformes)
Родина: Яструбові (Accipitridae)
- Шуліка королівський, Haliastur indus (A)
- Circus approximans(інші мови)
- Яструб бурий, Accipiter fasciatus

## Соколоподібні(Falconiformes)
Родина: Соколові (Falconidae)
- Сапсан, Falco peregrinus

## Куроподібні(Galliformes)
Родина: Великоногові (Megapodiidae)
- Великоніг вануатський, Megapodius layardi (E)

Родина: Фазанові (Phasianidae)
- Курка банківська, Gallus gallus (I)

## Журавлеподібні(Gruiformes)
Родина: Пастушкові (Rallidae)
- Пастушок смугастий, Gallirallus philippensis
- Погонич австралійський, Zapornia tabuensis
- Погонич білобровий, Poliolimnas cinereus
- Султанка зондська, Porphyrio indicus
- Султанка австралійська, Porphyrio melanotus
- Пастушок венесуельський, Micropygia schomburgkii (A)

## Сивкоподібні(Charadriiformes)
Родина: Куликосорокові (Haematopodidae)
- Кулик-сорока новозеландський, Haematopus finschi (A)
- Кулик-сорока мінливобарвний, Haematopus unicolor (A)

Родина: Лежневі (Burhinidae)
- Лежень рифовий, Esacus magnirostris

Родина: Сивкові (Charadriidae)
- Pluvialis squatarola (A)
- Pluvialis fulva
- Чайка білошия, Vanellus miles (A)
- Пісочник рудоволий, Charadrius bicinctus (A)
- Пісочник монгольський, Charadrius mongolus (V)
- Пісочник товстодзьобий, Charadrius leschenaultii
- Пісочник довгоногий, Charadrius veredus (A)

Родина: Баранцеві (Scolopacidae)
- Грицик малий, Limosa lapponica
- Кульон середній, Numenius phaeopus
- Кульон східний, Numenius madagascariensis
- Набережник, Actitis hypoleucos
- Коловодник попелястий, Tringa brevipes
- Коловодник аляскинський, Tringa incana
- Крем'яшник звичайний, Arenaria interpres
- Побережник рудоголовий, Calidris ruficollis
- Побережник арктичний, Calidris melanotos (A)
- Побережник гострохвостий, Calidris acuminata

Родина: Мартинові (Laridae)
- Мартин австралійський, Chroicocephalus novaehollandiae (A)
- Крячок жовтодзьобий, Thalasseus bergii
- Крячок рожевий, Sterna dougallii (A)
- Крячок індонезійський, Sterna sumatrana
- Крячок річковий, Sterna hirundo
- Крячок бурокрилий, Onychoprion anaethetus (A)
- Крячок строкатий, Onychoprion fuscatus
- Крячок атоловий, Anous minutus (A)
- Крячок бурий, Anous stolidus
- Крячок білий, Gygis alba

## Голубоподібні(Columbiformes)
Родина: Голубові (Columbidae)
- Columba vitiensis(інші мови)
- Горлиця двоморфна, Macropygia mackinlayi
- Chalcophaps longirostris(інші мови)
- Gallicolumba sanctaecrucis
- Тілопо вануатський, Ptilinopus tannensis (E)
- Тілопо червоночеревий, Ptilinopus greyi
- Пінон тонганський, Ducula pacifica
- Пінон вануатський, Ducula bakeri (E)

## Папугоподібні(Psittaciformes)
Родина: Psittaculidae
- Лорікет веселковий, Trichoglossus haematodus
- Лорікет пальмовий, Vini palmarum

## Зозулеподібні(Cuculiformes)
Родина: Зозулеві (Cuculidae)
- Кукавка віялохвоста, Cacomantis flabelliformis
- Дідрик смугастощокий, Chrysococcyx lucidus
- Коель новозеландський, Urodynamis taitensis

## Совоподібні(Strigiformes)
Родина: Сипухові (Tytonidae)
- Сипуха, Tyto alba

## Серпокрильцеподібні(Apodiformes)
Родина: Серпокрильцеві (Apodidae)
- Салангана новокаледонська, Collocalia uropygialis
- Салангана світлогуза, Aerodramus spodiopygius
- Салангана бура, Aerodramus vanikorensis

## Сиворакшоподібні(Coraciiformes)
Родина: Рибалочкові (Alcedinidae)
- Альціон вануатський, Todiramphus farquhari (E)
- Альціон садовий, Todiramphus sacer
- Альціон священний, Todiramphus sanctus

Родина: Бджолоїдкові (Meropidae)
- Бджолоїдка райдужна, Merops ornatus

## Горобцеподібні(Passeriformes)
Родина: Ластівкові (Hirundinidae)
- Ластівка південноазійська, Hirundo tahitica
- Ясківка лісова, Petrochelidon nigricans (А)

Родина: Личинкоїдові (Campephagidae)
- Шикачик меланезійський, Coracina caledonica
- Оругеро полінезійський, Lalage maculosa
- Оругеро довгохвостий, Lalage leucopyga

Родина: Дроздові (Turdidae)
- Дрізд мінливоперий, Turdus poliocephalus
- Дрізд співочий, Turdus philomelos (A)

Родина: Кобилочкові (Locustellidae)
- Кущавник меланезійський, Cincloramphus whitneyi (E)

Родина: Віялохвісткові (Rhipiduridae)
- Віялохвістка сиза, Rhipidura albiscapa
- Віялохвістка строкатовола, Rhipidura verreauxi

Родина: Монархові (Monarchidae)
- Монарх-арлекін, Neolalage banksiana (E)
- Монарх-великодзьоб південний, Clytorhynchus pachycephaloides
- Міагра меланезійська, Myiagra caledonica

Родина: Тоутоваєві (Petroicidae)
- Тоутоваї малий, Petroica pusilla

Родина: Свистунові (Pachycephalidae)
- Pachycephala chlorura

Родина: Шиподзьобові (Acanthizidae)
- Ріроріро віялохвостий, Gerygone flavolateralis

Родина: Окулярникові (Zosteropidae)
- Окулярник сивоспинний, Zosterops lateralis
- Окулярник жовтолобий, Zosterops flavifrons (E)

Родина: Медолюбові (Meliphagidae)
- Медовець блідий, Lichmera incana
- Медовичка кардиналова, Myzomela cardinalis
- Медовка білочерева, Glycifohia notabilis (E)

Родина: Ланграйнові (Artamidae)
- Ланграйн білогрудий, Artamus leucorynchus

Родина: Бюльбюлеві (Pycnonotidae)
- Бюльбюль червоночубий, Pycnonotus cafer (A)

Родина: Шпакові (Sturnidae)
- Шпак-малюк рудокрилий, Aplonis zelandica
- Шпак-малюк гірський, Aplonis santovestris (E)
- Майна індійська, Acridotheres tristis (I)
- Шпак звичайний, Sturnus vulgaris (A)

Родина: Астрильдові (Estrildidae)
- Астрильд смугастий, Estrilda astrild (I)
- Бенгалик червоний, Amandava amandava (A)
- Амадина-рубінчик червоноброва, Neochmia temporalis (A)
- Папужник синьощокий, Erythrura trichroa
- Папужник новокаледонський, Erythrura psittacea (I)
- Папужник королівський, Erythrura regia (E)
- Мунія чорноголова, Lonchura atricapilla (I)
- Мунія каштанововола, Lonchura castaneothorax (I)

Родина: В'юркові (Fringillidae)
- Чечітка звичайна, Acanthis flammea (A)

Родина: Горобцеві (Passeridae)
- Горобець хатній, Passer domesticus (I)